# Bùi Vinh
Bùi Vinh (* 25. Dezember 1976 in Vietnam) ist ein vietnamesischer Großmeister im Schach.
Mit der vietnamesischen Nationalmannschaft nahm er an einer Schacholympiade (2002 am vierten Brett) teil. Außerdem nahm er einmal an den asiatischen Mannschaftsmeisterschaften (2009) teil. 
Im Jahr 1993 wurde er Internationaler Meister, seit 2008 trägt er den Titel Großmeister und seit 2011 den Titel FIDE Trainer. Die drei Großmeister-Normen zum Erhalt des Titels hat er alle auf First-Saturday-Turnieren in Budapest erzielt. Seine Elo-Zahl beträgt 2414 (Stand: März 2020), seine bisher höchste war 2522 im April 2009.
| Hier fehlt eine Grafik, die leider im Moment aus technischen Gründen nicht angezeigt werden kann. Wir arbeiten daran! |